# 謝列布良內博爾 (薩哈共和國)
谢列布良内博尔（俄语：Серебряный Бор，羅馬化：Serebryanyy Bor，意为“银松林”）是俄罗斯萨哈共和国的市级镇，属涅留恩格里区，在区行政中心涅留恩格里东、共和国首府雅库茨克南偏西方向。
该地2021年人口有2,657人；2010年人口4,163；2002年人口4,447；1989年人口11,310。